# Bassett (Arkansas)
Pour les articles homonymes, voir Bassett.
Bassett est une ville de l'État américain de l'Arkansas, située dans le comté de Mississippi. Selon le recensement de 2010, sa population est de 173 habitants.

## Démographie
| 1970 | 1980 | 1990 | 2000 | 2010 | - |
| ---- | ---- | ---- | ---- | ---- | - |
| 265  | 243  | 199  | 168  | 173  | - |